# 14. ceremonia wręczenia nagród Brytyjskiej Akademii Filmowej
14. ceremonia rozdania nagród Brytyjskiej Akademii Sztuk Filmowych i Telewizyjnych.
 Najwięcej statuetek otrzymał film Zmowa milczenia (5).

## Laureaci
Laureaci oznaczeni są wytłuszczeniem

### Najlepszy film
- Garsoniera
- Zmowa milczenia
- Kto sieje wiatr
- Pokochajmy się
- Elmer Gantry
- Cienie
- Z soboty na niedzielę
- Spartakus
- Pieśni chwały
- Proces Oscara Wilde’a
- Słodkie życie
- Hiroszima, moja miłość
- Czarny Orfeusz
- Nigdy w niedzielę
- Testament Orfeusza
- Bezustanne tarapaty
- Przygoda

### Najlepszy aktor
- Jack Lemmon − Garsoniera
- George Hamilton − Zbrodnia i kara
- Burt Lancaster − Elmer Gantry
- Fredric March − Kto sieje wiatr
- Spencer Tracy − Kto sieje wiatr
- Yves Montand − Pokochajmy się

### Najlepszy brytyjski aktor
- Peter Finch − Proces Oskara Wilde’a
- Richard Attenborough − Zmowa milczenia
- Laurence Olivier − Music-hall
- Albert Finney − Z soboty na niedzielę
- John Fraser − Proces Oscara Wilde’a
- Alec Guinness − Pieśni chwały
- John Mills − Pieśni chwały

### Najlepsza aktorka
- Shirley MacLaine − Garsoniera
- Pier Angeli − Zmowa milczenia
- Monica Vitti − Przygoda
- Jean Simmons − Elmer Gantry
- Emmanuelle Riva − Hiroszima, moja miłość
- Melina Mercouri − Nigdy w niedzielę

### Najlepsza brytyjska aktorka
- Rachel Roberts − Z soboty na niedzielę
- Hayley Mills − Pollyanna
- Wendy Hiller − Synowie i kochankowie

### Najlepszy brytyjski film
- Z soboty na niedzielę
- Zmowa milczenia
- Proces Oscara Wilde’a
- Pieśni chwały

### Najlepszy brytyjski scenariusz
- Bryan Forbes − Zmowa milczenia